# Stefan Paska
Stefan Paska (ur. 15 października 1949 w Pomocni) – polski aktor teatralny i filmowy. 

## Życiorys
W 1976 roku ukończył studia na Wydziale Aktorskim PWSFTviT w Łodzi.

## Filmografia
- 1975: W domu − listonosz
- 1975: Zawodowcy − Stasio
- 1976: Krótkie życie − Korek
- 1977: Wszyscy i nikt − Odsie
- 1978: Do krwi ostatniej... − muzyk, żołnierz I dywizji
- 1978: Pejzaż horyzontalny − robotnik
- 1978: Rodzina Połanieckich − Filipek, służący Połanieckiego
- 1979: Do krwi ostatniej − żołnierz I dywizji (odc. 6 i 7)
- 1979: Epizod
- 1979: Hotel klasy Lux − robotnik
- 1979: Placówka − Helmut
- 1980: Ciosy − robotnik na budowie
- 1980: Gorączka − robotnik przed fabryką
- 1980: Królowa Bona − sługa Bony, świadek podpisania testamentu (odc. 12)
- 1981: Bołdyn − partyzant Bacmaga
- 1981: Czerwone węże − szpicel Bury
- 1981: Jan Serce − Stanisław Krupiński, zawodnik Polonii Warszawa (odc. 4)
- 1981: Karabiny − chłop
- 1981: Krótki dzień pracy − robotnik rozwalający hasło, w introspekcji na ławie oskarżonych
- 1981: Kto ty jesteś
- 1981: Wierne blizny − Zacharuk, adiutant Madejskiego
- 1981: Znachor − Witalis, parobek Prokopa
- 1982: Polonia Restituta − mówca na wiecu Polaków w Gdańsku (odc. 5)
- 1982: Wilczyca − parobek Stasiek
- 1983: Co dzień bliżej nieba − "Mongoł"
- 1983: Magiczne ognie − doręczyciel telegramów
- 1983: Marynia − Filipek, służący Połanieckiego
- 1984: Przemytnicy − Alińczuk
- 1985: Sam pośród swoich − sołtys
- 1985: Tate − chłop z asygnatą na drewno
- 1985: W cieniu nienawiści – rikszarz
- 1986: Republika nadziei − Mertka, woźny w gimnazjum, potem kolejarz
- 1987: Komediantka − Bartek, lokaj Grzesikiewiczów
- 1987: Sonata marymoncka
- 1987: Ucieczka z miejsc ukochanych − pomocnik rządcy Błażejewicza (odc. 4, 5 i 7)
- 1990: Kramarz − handlujący obrazkami MB Częstochowskiej
- 1990: Zabić na końcu
- 2002: M jak miłość − pracownik w przetwórni (odc. 69)
- 2012: Czas honoru − mężczyzna w kolejce po wodę (odc. 54)